# Averil Cameron
Averil Millicent Cameron (8 de fevereiro de 1940) é uma professora de Antiguidade Tardia e História Bizantina na Universidade de Oxford, que é formalmente a diretora do Colégio Keble entre 1994 e 2010. Foi anteriormente professora de História da Antiguidade (1978-1989) e professora de Antiguidade Tardia e Estudos Bizantinos (1989-1994) no King's College de Londres. Em Oxford, ela é presidente do Comitê Consultivo em Títulos Honorários e também fica em comitês de Conflito de Interesses, Pregadores Seletos e do Fundo Wainwright.
Cameron foi criada em Leek, o único filho de pais de classe trabalhadora. Estudou em Somerville College.

## Honrarias
- Doutoramentos honorários em Letras das Universidades de Warwick,[4] St. Andrews, Aberdeen e a Queen's University de Belfast.[5]
- Membro da Sociedade de Antiguidades de Londres
- Membro da British Academy
- Membro da Sociedade de História Eclesiástica
- membro do King's College de Londres